# Manligheten (1903)
Manligheten, officiellt HM Pansarbåt Manligheten, var ett pansarskepp i den svenska flottan. Hon byggdes åren 1901–1903 av Kockums Mekaniska Verkstad och var det fjärde och sista fartyget i Äran-klassen. Huvudbestyckningen utgjordes av två 21 cm kanoner och sekundärbestyckningen av sex 15,2 cm kanoner. I början av andra världskriget genomgick fartyget en stor modernisering, då bland annat förskeppet byggdes om, och under kriget var hon flaggskepp i Göteborgseskadern. Manligheten utrangerades 1947 och skrotades delvis 1952, skrovet behölls dock och användes fram till 2015 som kaj för Svitzers bogserbåtar i Brofjorden. Då skrovet ersattes av en ny större flytbrygga bogserades det till Grenå i Danmark av bogserbåten Svitzer Tyr där slutgiltig skrotning skedde. Fartyget kallades ibland för "Emma", efter förkortningen Ma för Manligheten.

## Utformning och bestyckning
Manligheten var byggd av nitat stål och var 89,7 meter lång och 15,02 meter bred. Maskineriet bestod av två stycken 3-cylindriga trippelexpanderande ångmaskiner som fick ånga ifrån åtta koleldade ångpannor. Detta maskineri avgav en effekt av 5 500 hästkrafter vilket fördelade på två propellrar resulterade i en maxfart på 16,5 knop. Fartygets huvudbestyckning bestod av två stycken 21 cm kanoner m/98B i var sitt torn belägna på för- respektive akterdäck. Sekundärartilleriet bestod av sex stycken 15,2 cm kanoner m/98. En stor skillnad mot tidigare pansarskeppsklasser var att dessa var uppställda i egna torn, istället för i kasematter. Vidare fanns sex stycken 57 mm kanoner m/89B samt två torpedtuber som låg under vattenlinjen för 45,7 cm torpeder. De båda ångsluparna som medfördes var bestyckade med var sin 37 mm kanon m/98B.

## Historia

### De första åren
Manligheten var det sista av de fyra fartygen i Äran-klassen, och beviljades först två år efter de tre övriga fartygen. Fartyget byggdes vid Kockums mekaniska verkstad i Malmö, som även hade byggt Tapperheten. År 1906 byggdes Manlighetens master om. För att bättre kunna leda artilleriet behövdes en märs med avståndsmätare, och för att kunna bära vikten av denna förstärktes den förliga masten med två nya ben, och blev därmed en så kallad tripodmast.
Under unionskrisen 1905 var Manligheten med sina systerfartyg en del av 1:a Pansarbåtsdivisionen och ingick i den flotta som mobiliserades till västkusten under befäl av konteramiral Wilhelm Dyrsen.

### Mellankrigstiden

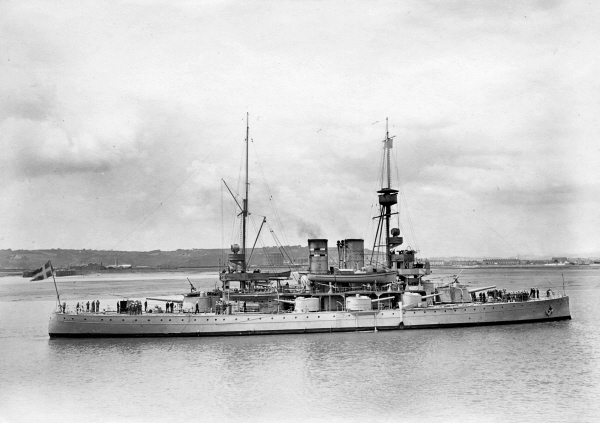
Fartyget efter ombyggnaden 1906.

I mitten av 1920-talet ändrades två av fartygets pannor för att kunna elda med olja då man ville pröva den olja som utvanns i Kinnekulle. År 1926 gjorde Manligheten en utlandsresa tillsammans med HMS Tapperheten. Resan gick från Sverige till Amsterdam–Portsmouth–Guernsey, Vlaardingen och tillbaka till Sverige. Ytterligare en resa gjorde tillsammans med Tapperheten 1927. Denna gång gick rutten Sverige–Plymouth–San Sebastián–Bilbao–Rotterdam–Sverige.
Den 24 augusti 1930 var Manligheten på väg ut från Stockholm mot Horsfjärden. Under färden försämrades sikten och till slut var man tvungen att navigera med död räkning. Klockan fyra på eftermiddagen körde fartyget på ett grund. Fartyget började inte läcka men kunde inte själv ta sig av grundet. Minkryssaren HMS Clas Fleming, som var i närheten, försökte dra fartyget av grundet, men var inte stark nog. Man rekviderade då pråmar till vilka tyngande utrustning från Manligheten lastades av, och dagen efter försökte HMS Drottning Victoria dra fartyget av grundet. Vid detta försök brast kättingen, Manligheten behövde lättas ytterligare. 225 ton kol och all överflödigt vatten till ångpannorna lastades av och två dagar senare gjorde Drottning Victoria ytterligare ett försök att dra haveristen av grundet, men utan framgång. Inför det tredje försöket lät man jagaren HMS Wachtmeister (26) passera i 24 knop för att dess svallvågor skulle hjälpa till att röra på Manligheten. Det lyckades och fartyget kunde dras av grundet.
1937 gjorde Manligheten en utlandsresa som kadettfartyg. Resan gick från Sverige till Amsterdam–Newcastle–Rouen–Cardiff–Oban–Trondheim–Klaipėda och tillbaka till Sverige. Efter denna resa blev fartyget liggande i hamn i två år.

### Andra världskriget

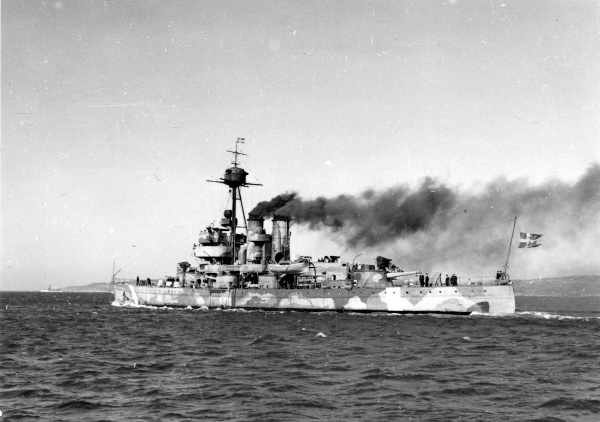
Manligheten under andra världskriget med de vita band som alla svenska örlogsfartyg bar. Flaggan vajar på halv stång med anledning av HMS Ulvens förlisning.

På grund av spänningarna inför andra världskriget började Manligheten att rustas den 26 augusti 1939. Under expeditionen 1937 hade det emellertid visat sig att fartyget var illa förberett för strid; ångpannorna, huvudmaskinerna och den elektriska utrustningen var i dåligt skick och den övriga materielens ålderdom yttrade sig på flera olika sätt. Fartygets 21 cm kanoner hade en skottvidd på 11 000 meter och dess 15 cm-kanoner 9 000 meter. Tyska lätta kryssare bedömdes vid samma tid kunna skjuta 20 000 meter med 15 cm-kanoner. Detta förhållande i kombination med att Manligheten saknade en artillericentral begränsade fartygets användbarhet. I början av september 1939 var fartyget rustat och blev tilldelad Göteborgseskadern, där hon blev flaggskepp.
De 13 december 1939 dödades sex man ombord på pansarskeppet Manligheten i Göteborgs skärgård under bärgning av en tysk paravan med vidhängande wire och spränggripare. Ytterligare 14 man fick varierande skador. 
I samband med underrättelser om de tyska flottrörelserna inför operation Weserübung avgick Manligheten under efter eftermiddagen den 8 april 1940 från fredsförtöjningsplatsen i Göteborg till Kalvsund som den närmaste tiden blev operationsbas för Göteborgseskadern.
År 1941 genomgick fartyget en omfattande ombyggnad på Götaverken i Göteborg. Förskeppet förlängdes och fick även en utfallande stäv som gav bättre egenskaper i sjögång. En artilleriledning som tidigare suttit i HMS Drottning Victoria installerades, och artilleriet förbättrades även genom att bland annat få en högre elevationsvinkel, uppborrade kanonrör samt ny ammunition. Detta gav fartygets huvudartilleri bättre räckvidd och effektivitet. Även den övriga bestyckningen moderniserades, de ursprungliga 57 mm kanonerna togs bort och ersattes med luftvärnskanoner. De gamla ångpannorna byttes ut mot sex koleldade och två oljeeldade.

### Utrangering

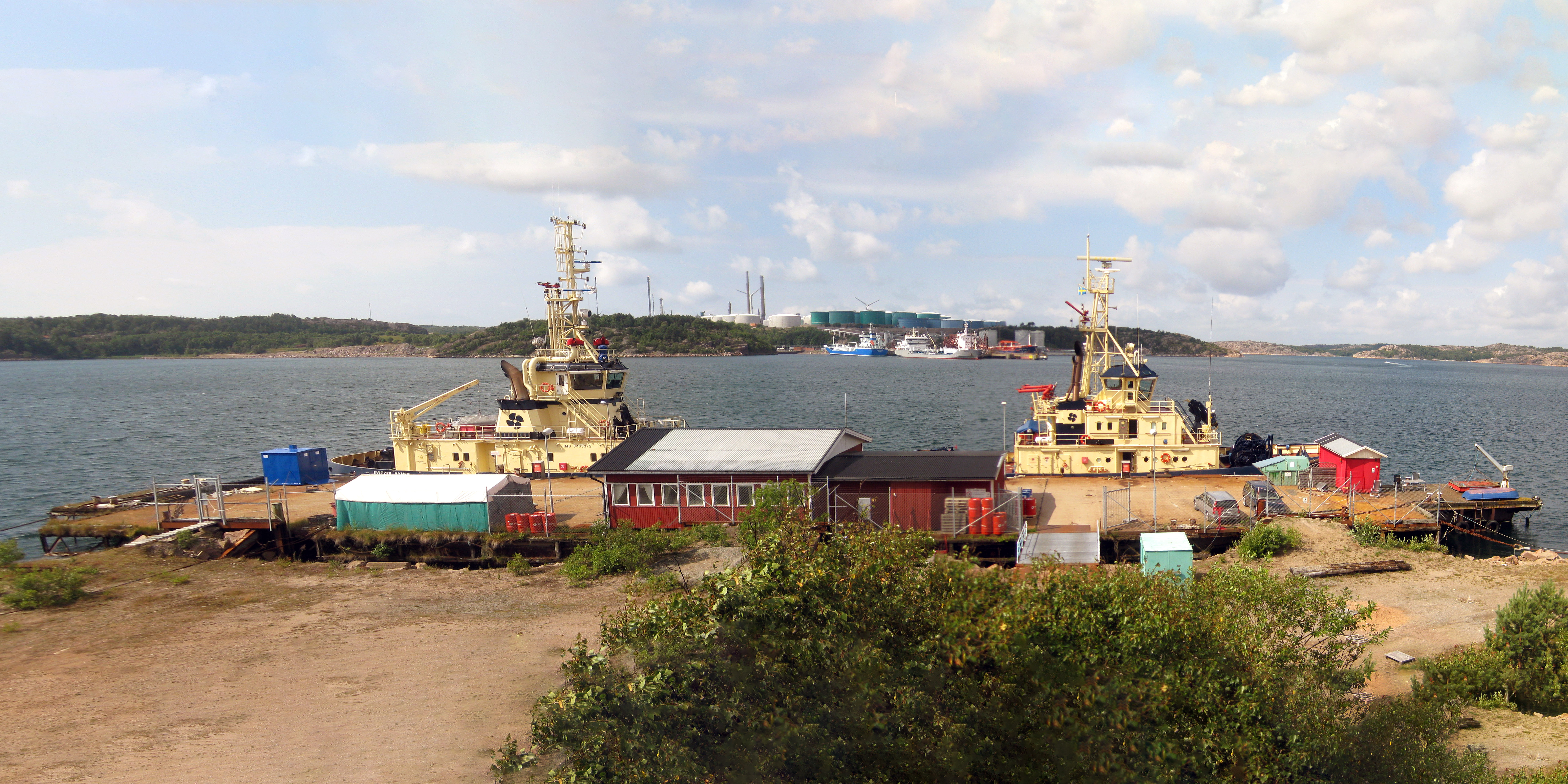
Manlighetens skrov i Lahälla i Brofjorden i Bohuslän 2011. Skeppets skrov fungerade då som kaj för bogserbåtar. I bakgrunden syns Preemraff.

Manligheten utrangerades 1950 och såldes 1952 för skrotning i Karlskrona. Mellan 1956 och 1984 användes skrovet som pontonbrygga i Gullmarsbasen vid Lysekil. Då Manligheten förkortades "MA", kom pontonkajen vid Gullmarsbasen kallas för "Emma". Under kalla kriget var den även avsedd att kunna användas som krigsbro. Fram till 2015 användes pontonen som kaj för Svitzers (tidigare Röda Bolaget) bogserbåtar vid Lahälla i Brofjorden. Under hösten 2015 bogserades skrovet under namnet "Emma" till Grenå i Danmark för skrotning. Bogseringen fick ske sakta och i lugnt väder då skrovet var i dåligt skick.

### Långresor

#### 1926
Reste tillsammans med HMS Tapperheten.
Färdväg
1. Sverige
2. Amsterdam, Nederländerna
3. Portsmouth, England
4. Guernsey, Kanalöarna, England
5. Vlaardingen, Nederländerna
6. Sverige

#### 1927
Reste tillsammans med HMS Tapperheten.
Färdväg
1. Sverige
2. Plymouth, England
3. San Sebastián, Spanien
4. Bilbao, Spanien
5. Rotterdam, Nederländerna
6. Sverige

#### 1937
Färdväg
1. Sverige
2. Amsterdam, Nederländerna
3. Newcastle, England
4. Rouen, Frankrike
5. Cardiff, Wales
6. Oban, Skottland
7. Trondheim, Norge
8. Klaipėda, Litauen
9. Sverige